# Ligne 3 du tramway de Nantes
Pour les articles homonymes, voir Ligne 3.
La ligne 3 du tramway de Nantes est une ligne du réseau de transports en commun de Nantes Métropole exploitée par la Semitan.
Lancée le 28 août 2000 et inaugurée le 2 septembre 2000, la ligne 3 permet, sur un axe nord-sud, de relier les villes de Saint-Herblain, Orvault, Nantes, Rezé et Bouguenais.
La ligne a assuré le déplacement de 18,1 millions de voyageurs en 2009, soit une moyenne de 73 500 voyageurs par jour. Pour la période 2014/2015, 80 000 voyages par jour ont été effectués sur la ligne.

## Histoire

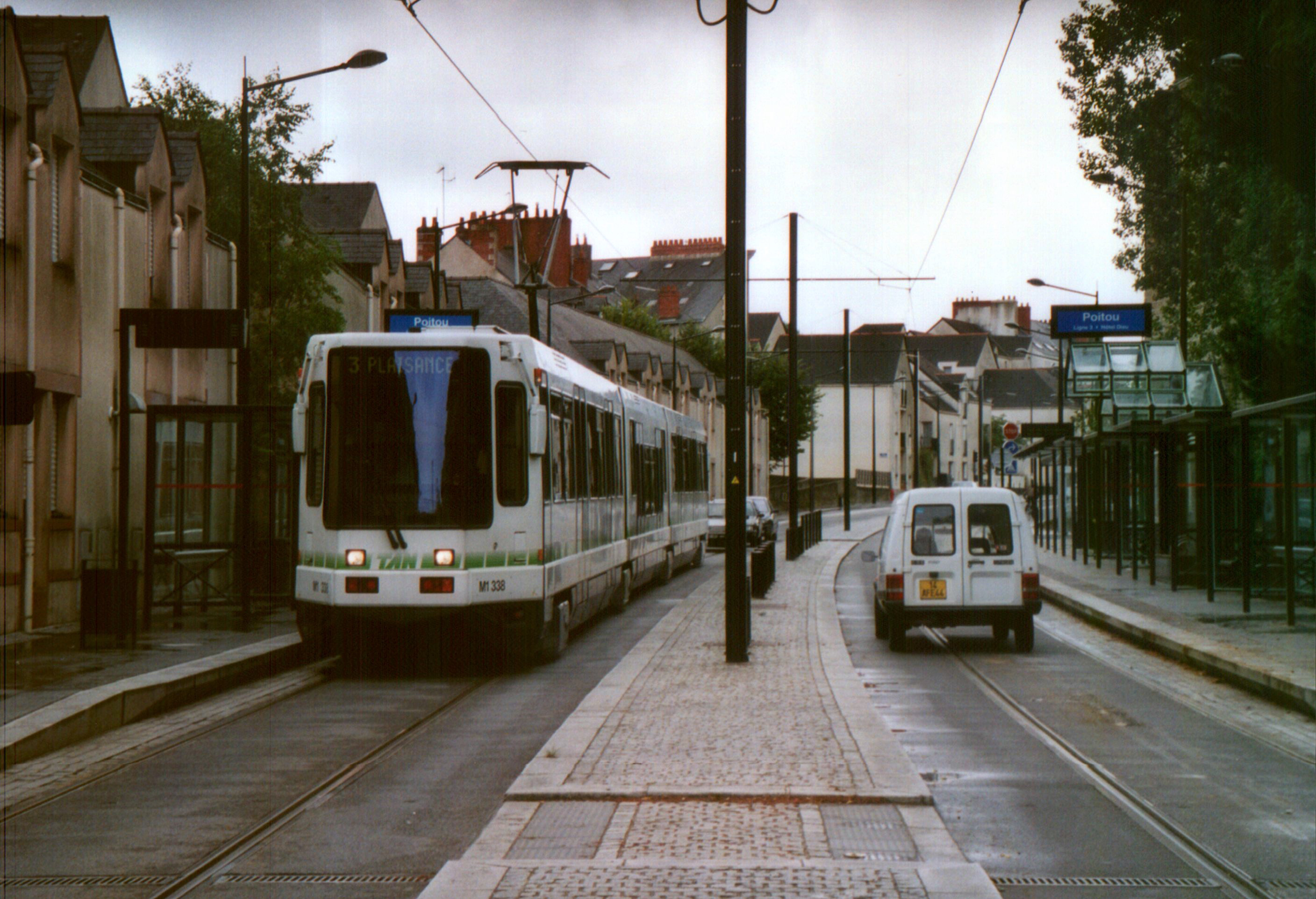
Une rame TFS à la station Poitou en 2001.

Inaugurée en 2000, la ligne reliait au départ Plaisance à Hôtel-Dieu en empruntant le tronçon de la ligne 2 entre les stations Commerce (au niveau de la place de l'Écluse) et Hôtel-Dieu (place Alexis-Ricordeau). Il est d'ailleurs à noter que, pendant la construction de cette ligne 2 en 1992, il avait déjà été prévu, lors du réaménagement du cours des 50-Otages, une amorce de la ligne 3 par l'installation d'un aiguillage place de l'Écluse.
Le 5 avril 2004, la ligne fut prolongée de 5 stations jusqu'à Sillon de Bretagne, afin de desservir Orvault et Saint-Herblain.
Plusieurs projets de prolongement de la ligne 3 vers le sud sont proposés, notamment un tracé empruntant celui de l'actuelle ligne 4 (finalement abandonné en raison de coûts) ou la création d'un nouveau terminus à la gare de Rezé-Pont-Rousseau. Finalement, le 27 août 2007, la ligne 3 est prolongée vers le sud en empruntant les infrastructures préexistantes de la ligne 2 entre les stations Hôtel-Dieu et Neustrie. Le terminus Gare de Pont Rousseau est donc utilisé par la ligne 2, ce qui permet de raccourcir cette ligne trop longue et fréquemment saturée aux heures de pointe.
Le 5 janvier 2009, un nouveau tronçon de 600 mètres a été mis en service afin de relier la nouvelle zone tramway du dépôt de Saint-Herblain, situé à l'extrémité de l'avenue de l'Angevinière à Saint-Herblain, avec la ligne 3. Le nouveau dépôt et le prolongement de la ligne sont tous deux inaugurés le 12 janvier 2009. Ce dépôt se voit donc équipé d'une station de lavage pour les rames et d'un atelier de maintenance, et reçoit une partie du parc tramway afin d'assurer la ligne 3. La construction de ce nouveau tronçon a ainsi permis la création de la 32e station de la ligne : le terminus Marcel Paul. Un parc relais « Marcel Paul » est également ouvert à proximité du terminus en janvier 2009.

## Infrastructure

### La ligne

Logo de la ligne.

La ligne 3 du tramway de Nantes emprunte les sections suivantes :
- Commerce ↔ Trocardière, ouverte le 7 septembre 1992, à l'occasion de la mise en service de la ligne 2 qui empruntait au départ ce tronçon avant la ligne 3 ;
- Commerce ↔ Plaisance, ouverte le 28 août 2000, à l'occasion de la mise en service de la ligne 3 ;
- Plaisance ↔ Sillon de Bretagne, ouverte le 5 avril 2004, à l'occasion du premier prolongement de la ligne 3 ;
- Trocardière ↔ Neustrie, ouverte le 29 août 2005, à l'occasion du cinquième et dernier prolongement de la ligne 2 avant son inversion avec la ligne 3 qui intervient le 27 août 2007 ;
- Sillon de Bretagne ↔ Marcel Paul, ouverte le 5 janvier 2009, à l'occasion du troisième (en comptant l'inversion de 2007 au sud) et dernier prolongement de la ligne.

### Les terminus réguliers

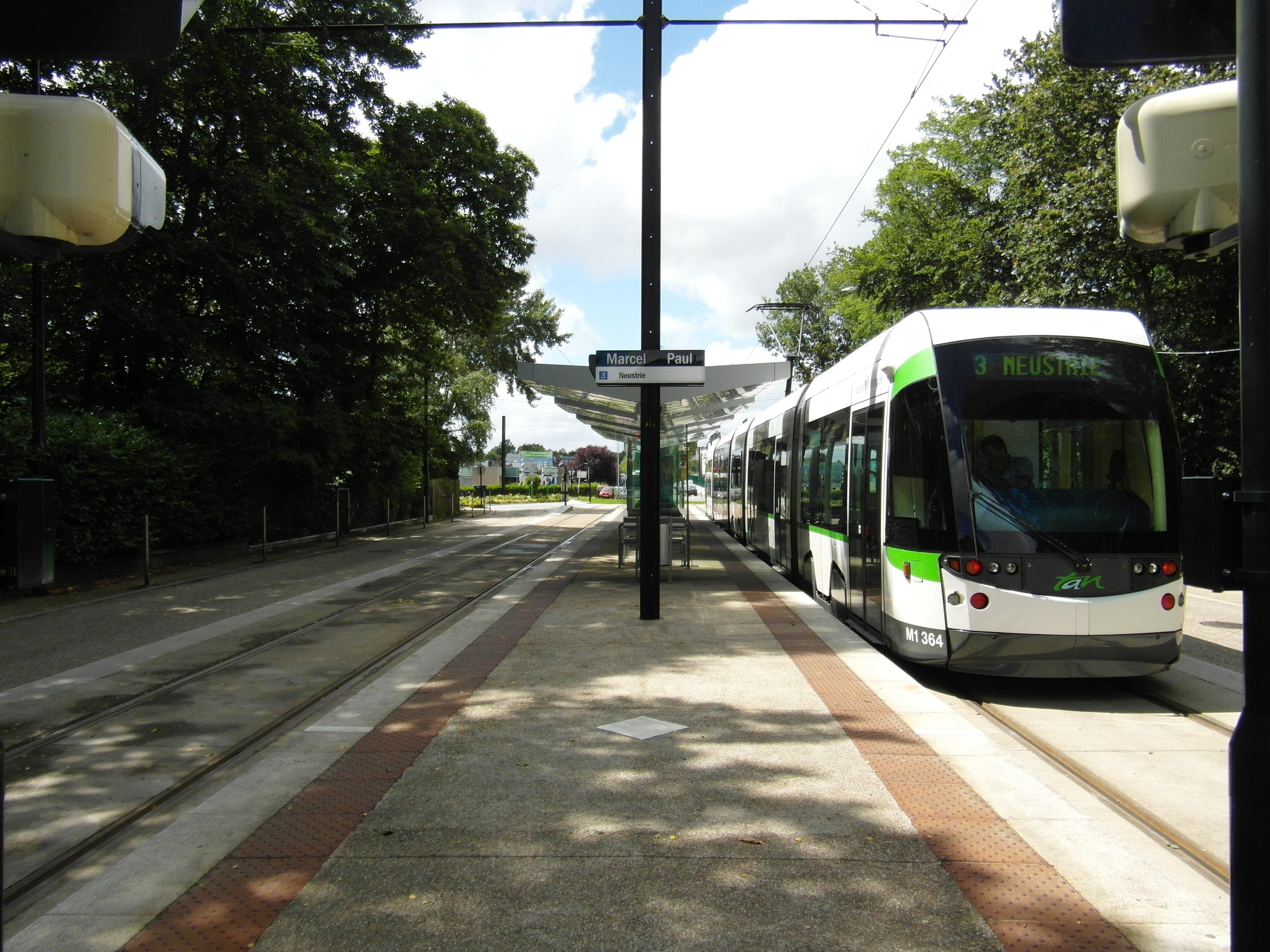
Le terminus Marcel Paul.

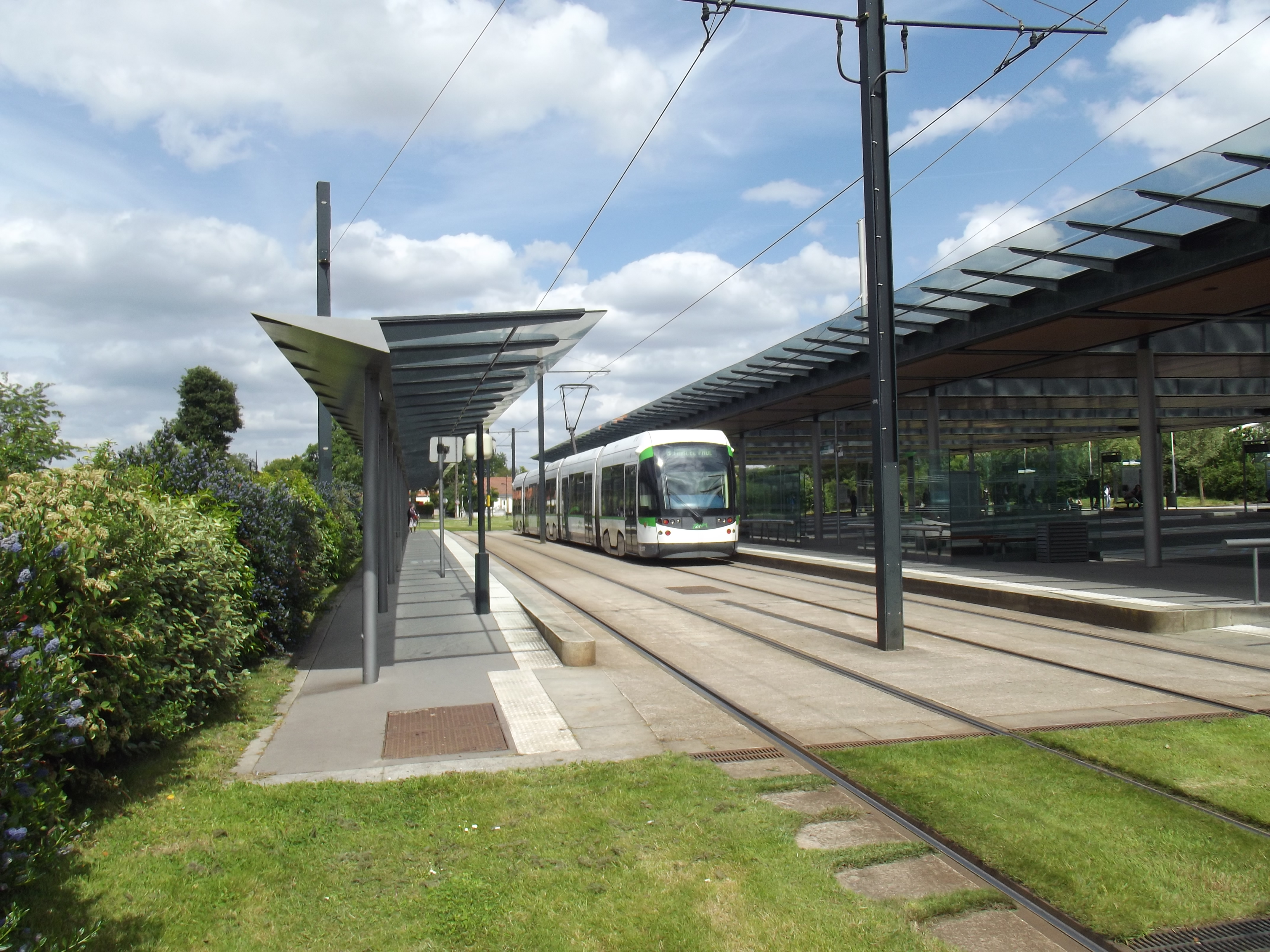
Le terminus Neustrie avant sa rénovation de 2021 : le pôle d'échanges couvert à droite est aujourd'hui remplacé par un parc relais en silo.

La ligne 3 compte deux terminus principaux : 
- La station Marcel Paul, qui constitue le terminus le plus au nord de la ligne, est composée d'un quai central encadré par deux voies. Avant la station, un aiguillage permet aux rames d'emprunter la bonne voie lors de leur départ. Après la station, une double voie permet aux rames de rentrer dans le dépôt de Saint-Herblain situé juste à côté du terminus.
- La station Neustrie, qui constitue le terminus le plus au sud de la ligne, est composée de deux quais encadrant deux voies. Dans le prolongement de la station, se situe un tiroir de retournement à double voie avec aiguillage permettant le retournement des rames.

### Dépôt de Saint-Herblain
Les rames sont remisées au dépôt mixte bus/tramway de Saint-Herblain, situé sur la commune du même nom juste après le terminus Marcel Paul de la ligne 3. La partie bus du dépôt, appelée « B1 », a ouvert en 1984 afin de remplacer l'ancien dépôt « A » de Saint-Herblain datant de 1967. La partie tramway a elle ouvert le 4 janvier 2009, la veille du prolongement de la ligne au nouveau terminus Marcel Paul le 5 janvier 2009. Avant ce prolongement, les rames étaient stockées au dépôt de Dalby de la ligne 1 qui a assuré la logistique de la ligne 3 avant le transfert des rames à Saint-Herblain en 2009,.

## Schéma de la ligne

### Tracé

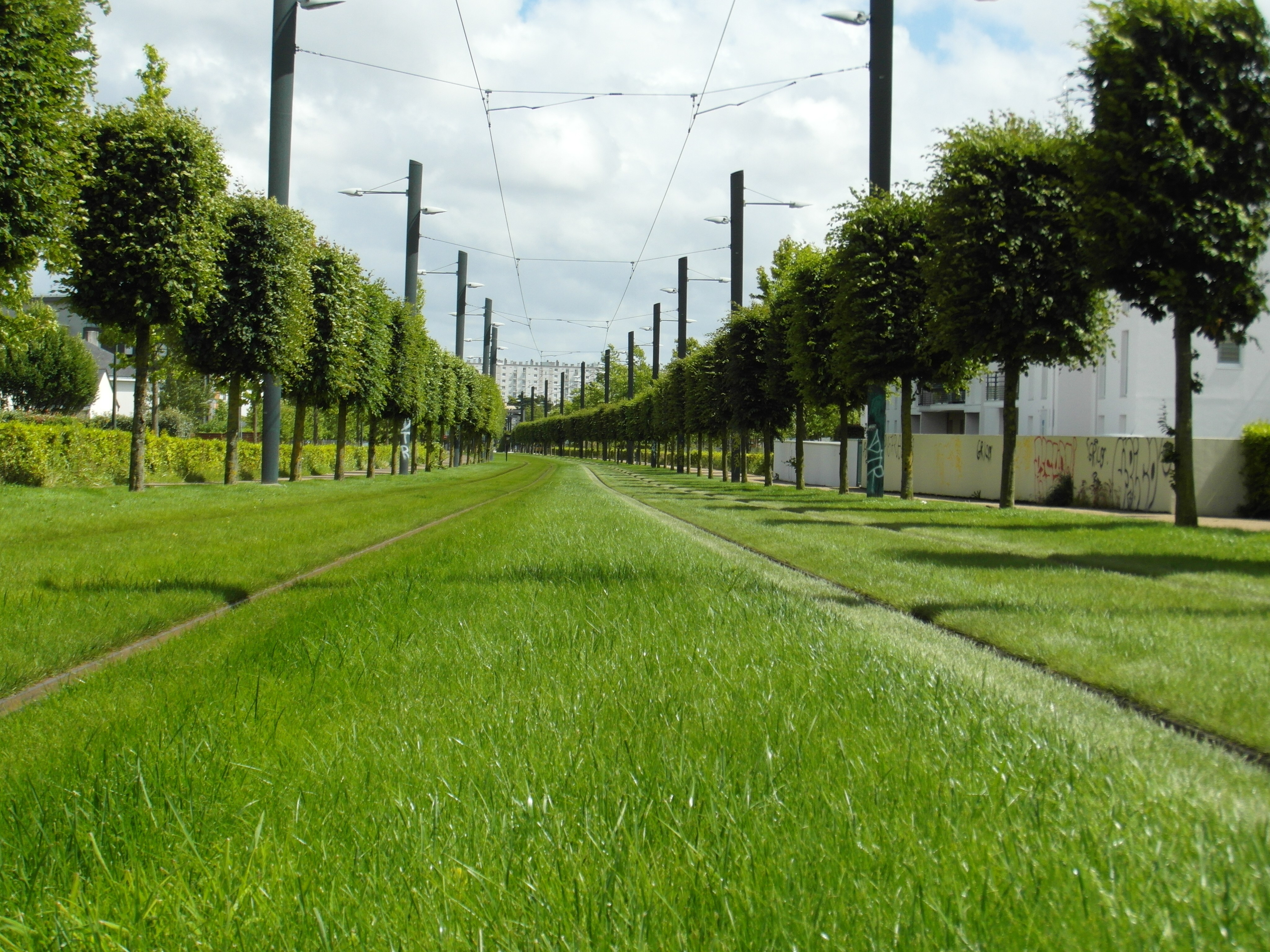
Pelouse sur les rails au nord de la ligne.

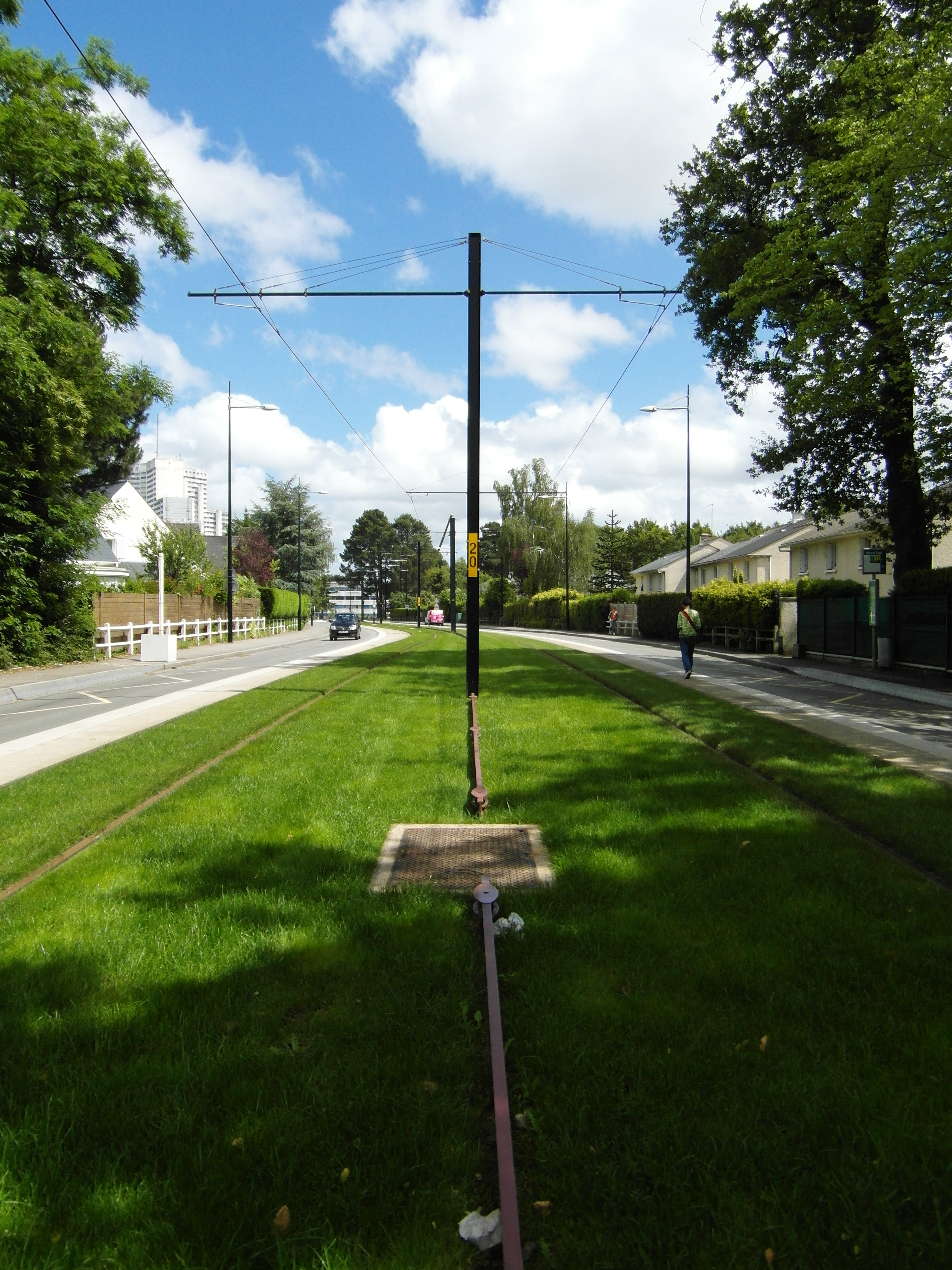
La voie vers le centre-ville, juste après le terminus Marcel Paul.

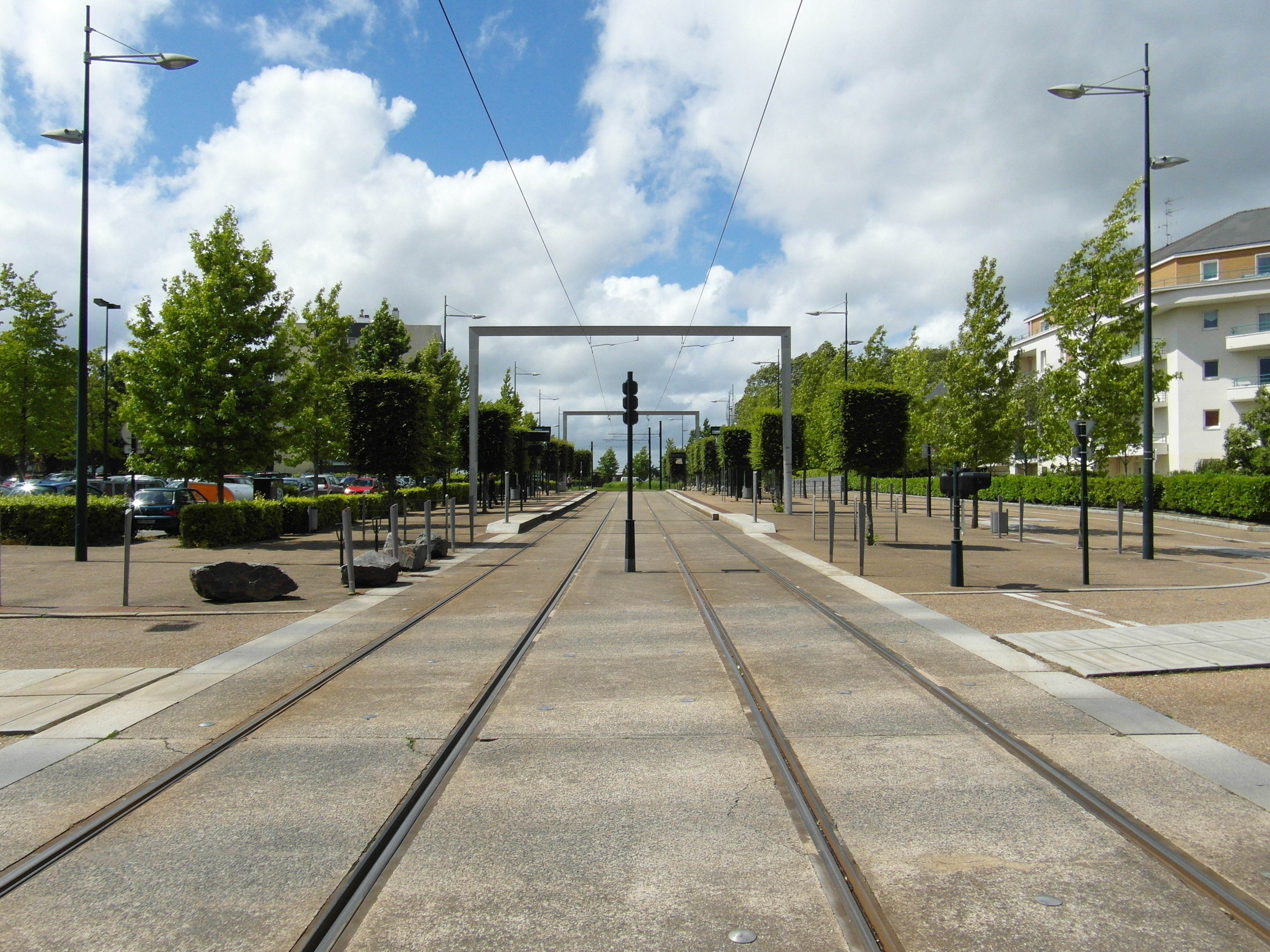
La station Bignon.

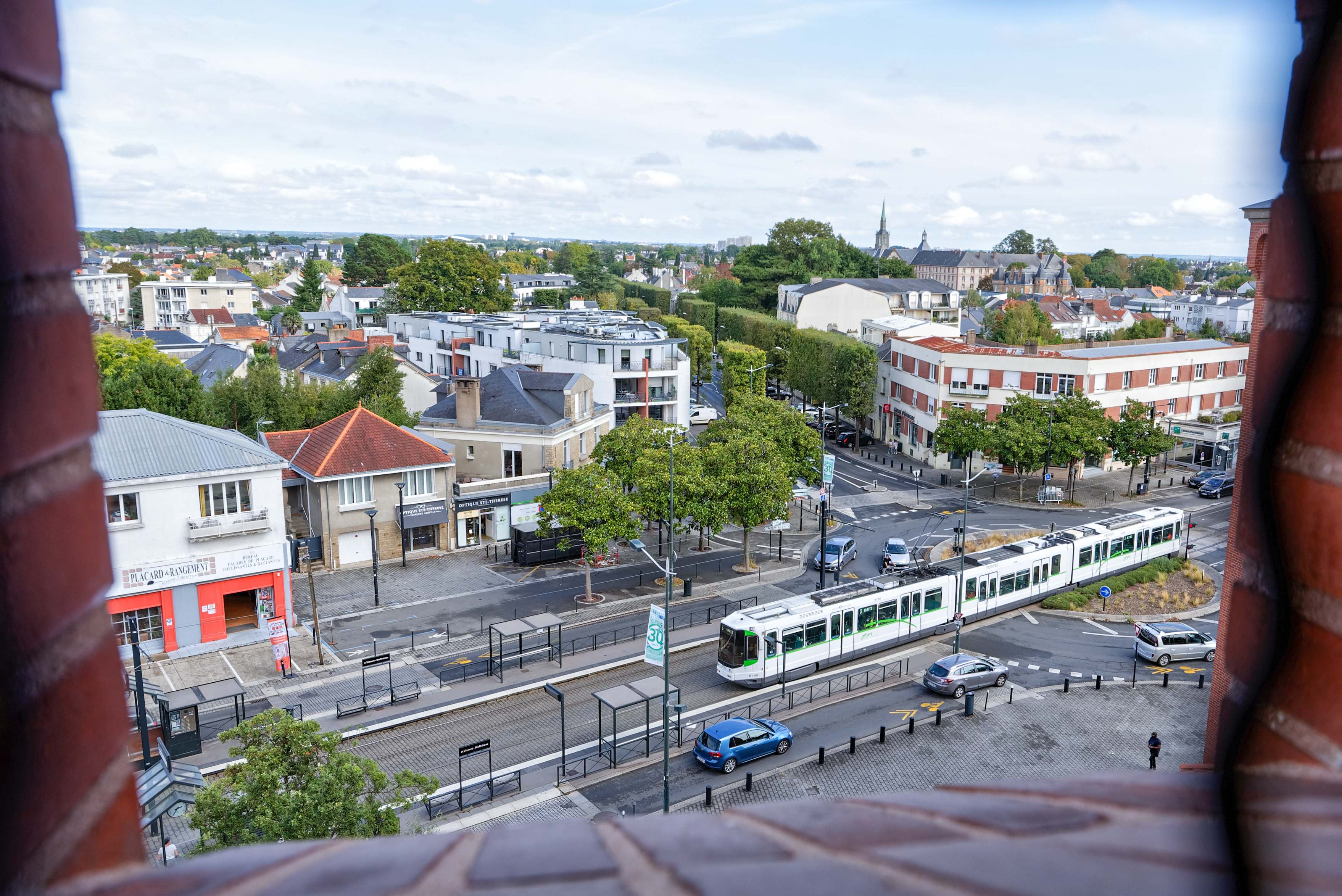
Une rame TFS partant de la station Alexandre Vincent ─ Sainte-Thérèse sur la place Alexandre-Vincent.

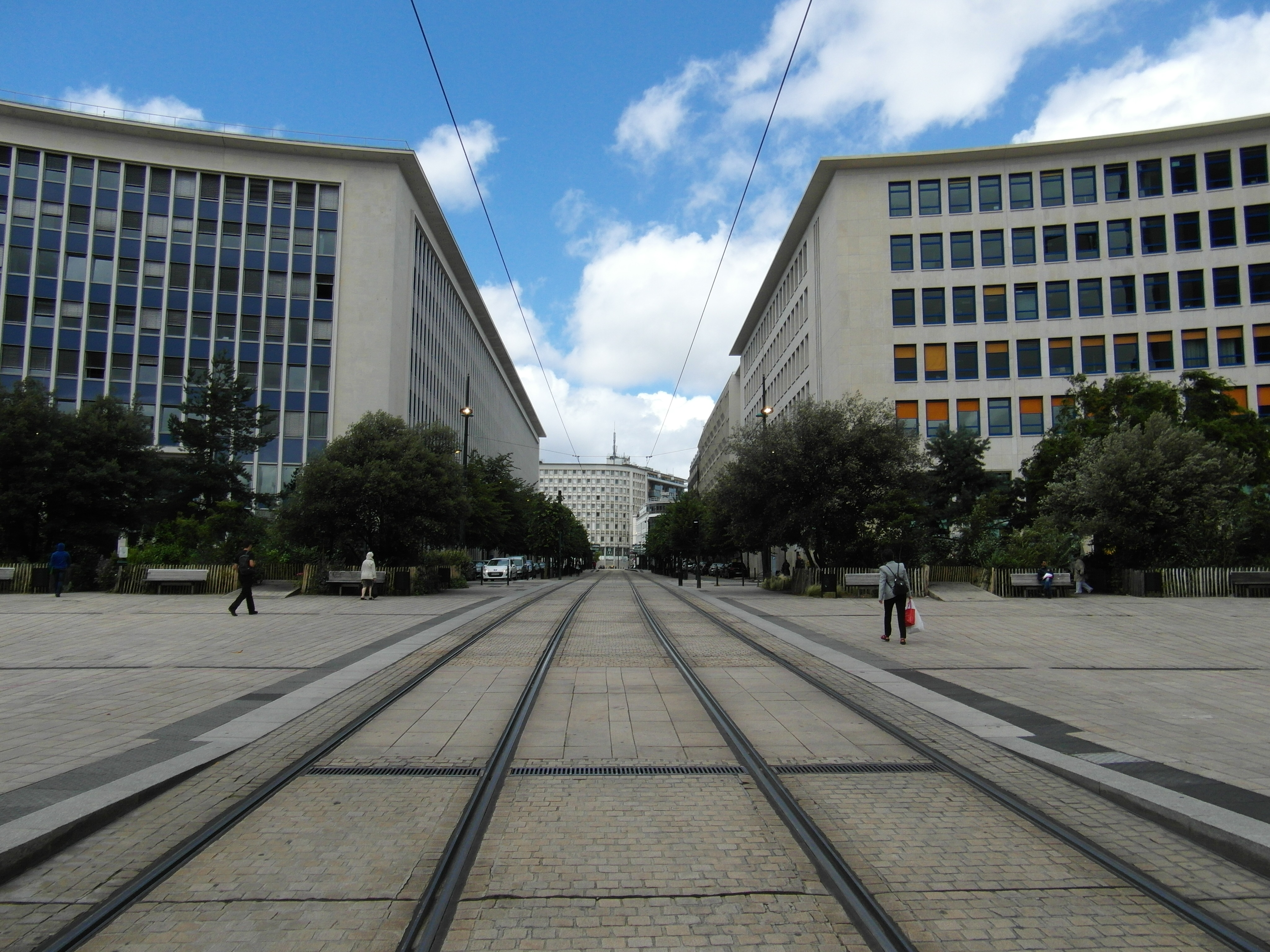
La ligne passe sur la place de Bretagne.

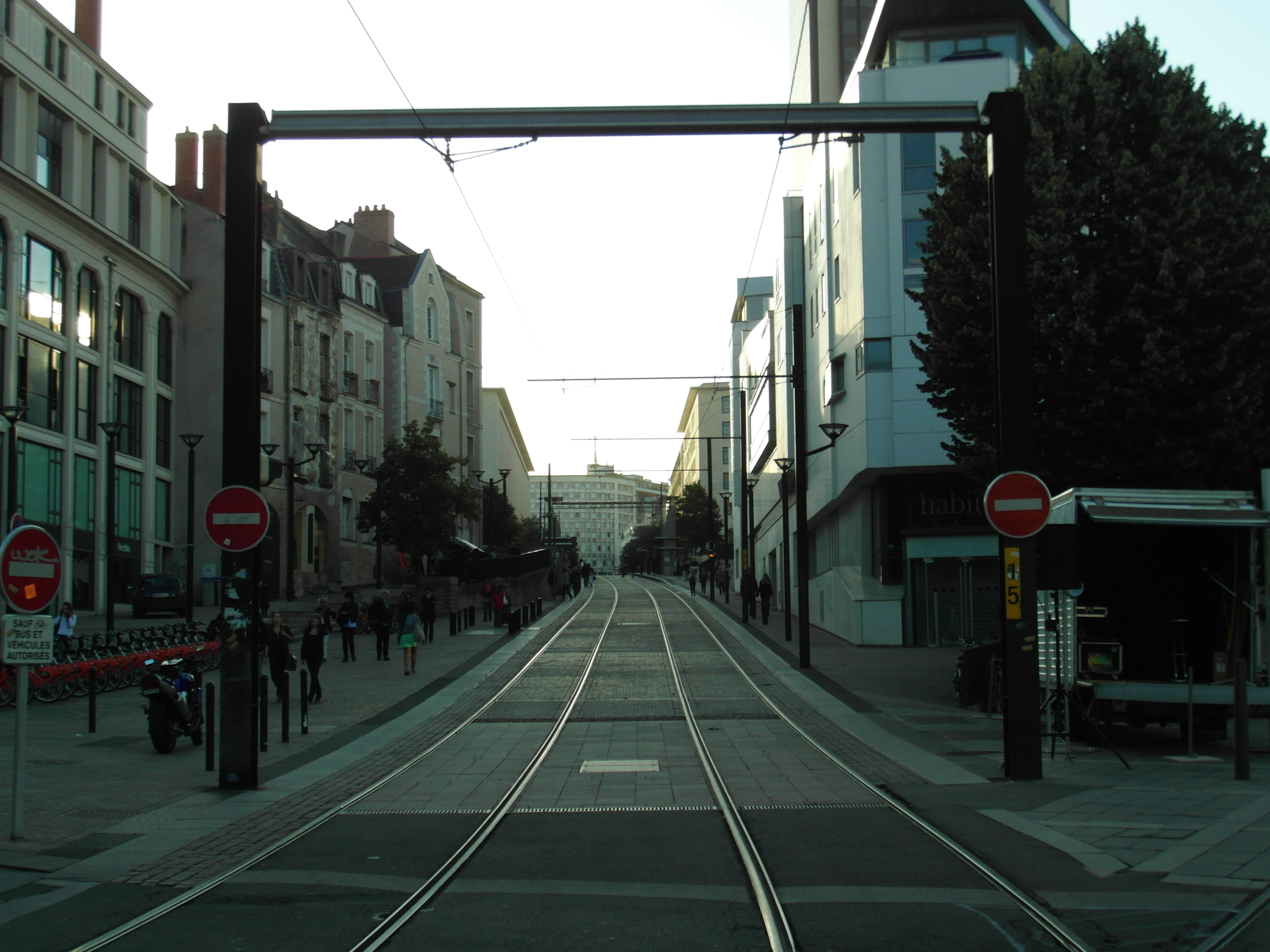
La montée de la rue de la Boucherie vue depuis la place de l'Écluse.

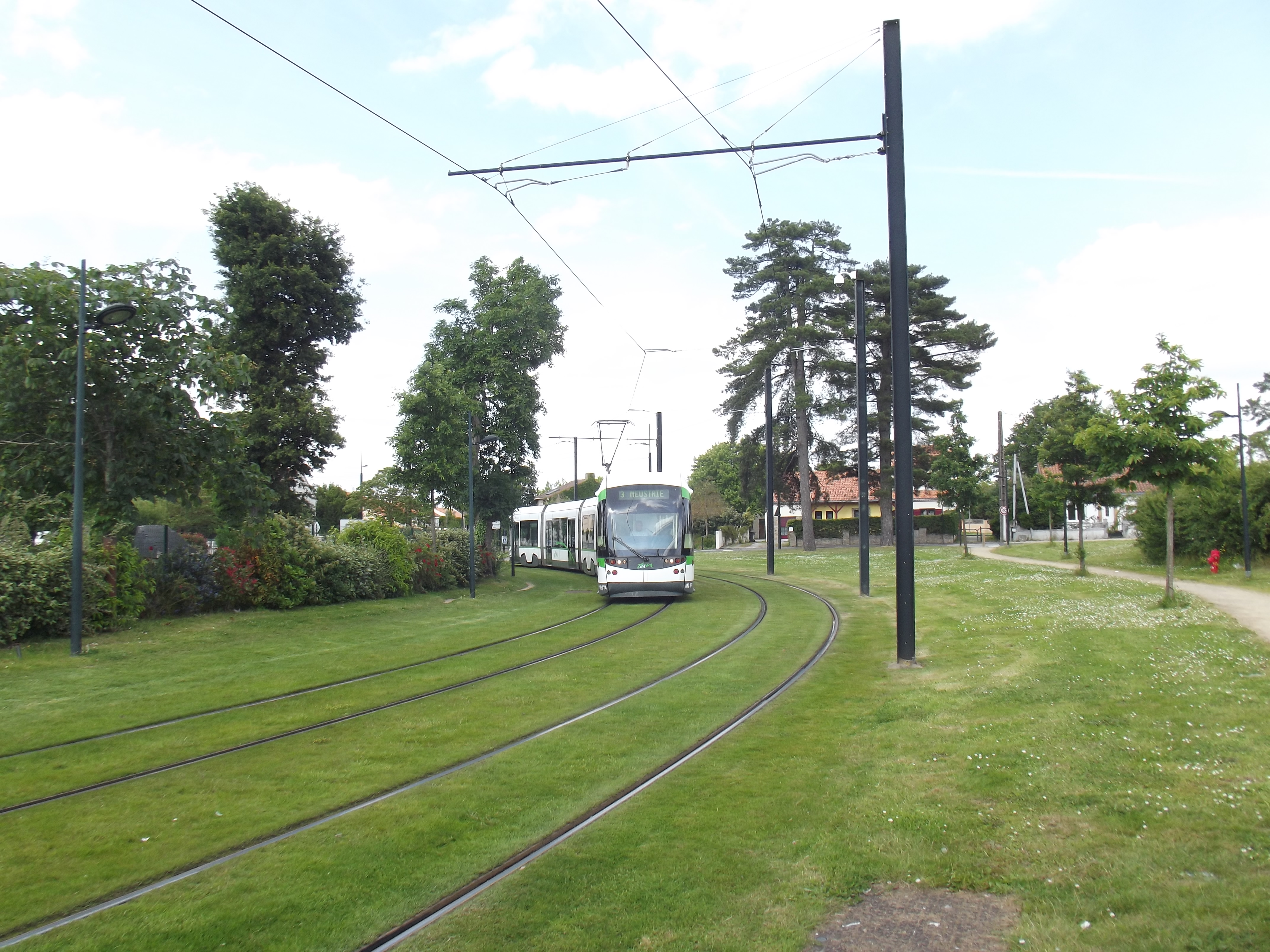
Le virage avant le terminus Neustrie.

Les rames partent du terminus Marcel Paul situé à l'extrémité ouest de l'avenue de l'Angevinière. Les rames suivent cette avenue jusqu'à son autre extrémité au niveau de l'intersection avec l'avenue des Thébaudières, en dépassant l'immeuble du Sillon de Bretagne puis en passant sous le centre commercial du Sillon de Bretagne. La ligne tourne ensuite vers la gauche dans l'avenue des Thébaudières, croisent la route de Vannes puis entre dans l'avenue de la Morlière, avant de tourner à droite dans la rue des Érables pour rejoindre la rue Alfred Nobel. Les rames entrent ensuite dans l'avenue de la jeunesse au niveau de la station Jean Rostand, puis effectuent un léger virage à droite dans l'avenue de la Ferrière. La ligne rejoint ensuite la route de Vannes qu'elle suit jusqu'à entrer dans le boulevard Jean-XXIII. La ligne passe sur le rond-point de Vannes puis entre dans la rue des Hauts-Pavés pour rejoindre ensuite la rue du Poitou. Les rames arrivent ensuite sur la place Viarme puis s'engouffrent dans la rue Porte-Neuve puis dans la rue Président-Édouard-Herriot pour atterrir sur la place de Bretagne au pied de la tour du même nom. La ligne descend ensuite la rue du Pont-Sauvetout puis la rue de la Boucherie pour arriver place de l'Écluse et ainsi retrouver la ligne 2 qu'elle suit jusqu'à la station Commerce.
La ligne continue ensuite tout droit sur le cours Olivier-de-Clisson, en croisant la ligne 1 à la « Croisée des trams » puis en traversant le cours Franklin Roosevelt et l'allée Duguay-Trouin. Elle traverse ensuite le boulevard Jean-Philippot, croise la place Alexis-Ricordeau à gauche, puis longe le boulevard Jean-Monnet et l'Hôtel-Dieu situé à sa droite jusqu'au pont Général-Audibert qu'elle emprunte. La ligne traverse ensuite l'Île de Nantes du nord au sud via le boulevard des Martyrs-Nantais-de-la-Résistance, en croisant la ligne 5 au niveau des boulevards Vincent-Gâche et Babin-Chevaye. Les rames rejoignent ensuite la place Victor-Mangin avant d'emprunter le pont de Pirmil pour rejoindre le pôle d'échanges Pirmil sur la place du même nom. Elles empruntent ensuite le pont des Bataillons FFI pour traverser la Sèvre Nantaise, puis suivent l'avenue de la Libération en dépassant le terminus Gare de Pont Rousseau de la ligne 2 sur la droite. La ligne emprunte ensuite un site propre entre les stations 8 Mai et Balinière, parallèle à la rue de la Commune de 1871, avant d'entrer dans l'avenue de Bretagne afin de rejoindre la place François Mitterrand. Les rames entrent ensuite dans l'avenue de la Vendée puis dans les avenues d'Anjou et de Léon Blum, avant d'emprunter un autre site propre qui les fait traverser le ruisseau de la Jaguière (via un pont) et la ligne de Nantes à La-Roche-sur-Yon. La ligne rattrape ensuite la rue Louise Michel puis la rue de la Chapelle et enfin la rue des Venelles avant d'aboutir au terminus Neustrie.

### Liste des stations
Le tableau ci-dessous présente la liste des 32 stations de la ligne du nord au sud. Les terminus sont indiqués en gras.
|  |   |  |  |  | Station                               | Lat/Long                    | Communes       | P+R | Correspondances Tan       | Correspondances Aléop                                   |
|  | - |  |  |  | ------------------------------------- | --------------------------- | -------------- | --- | ------------------------- | ------------------------------------------------------- |
|  | o |  |  |  | Marcel Paul                           | 47° 14′ 45″ N, 1° 36′ 58″ O | Saint-Herblain | oui | 50 54                     |                                                         |
|  | o |  |  |  | Sillon de Bretagne                    | 47° 14′ 44″ N, 1° 36′ 31″ O | Saint-Herblain |     | 50 54                     |                                                         |
|  | o |  |  |  | Orvault ─ Morlière                    | 47° 14′ 49″ N, 1° 36′ 12″ O | Orvault        | oui | 50 69 89                  | 320 359 371                                             |
|  | o |  |  |  | Bignon                                | 47° 14′ 57″ N, 1° 35′ 52″ O | Orvault        | oui |                           |                                                         |
|  | o |  |  |  | Jean Rostand                          | 47° 14′ 46″ N, 1° 35′ 38″ O | Orvault        |     |                           |                                                         |
|  | o |  |  |  | Ferrière                              | 47° 14′ 36″ N, 1° 35′ 30″ O | Orvault        |     | 79                        |                                                         |
|  | o |  |  |  | Plaisance                             | 47° 14′ 25″ N, 1° 35′ 29″ O | Orvault        | oui |                           |                                                         |
|  | o |  |  |  | Beauséjour                            | 47° 14′ 17″ N, 1° 35′ 14″ O | Nantes         | oui | C20 12 59 79 89           | 320 322 359 371                                         |
|  | o |  |  |  | Longchamp                             | 47° 14′ 06″ N, 1° 34′ 57″ O | Nantes         |     |                           |                                                         |
|  | o |  |  |  | Alexandre Vincent ─ Sainte-Thérèse    | 47° 13′ 58″ N, 1° 34′ 39″ O | Nantes         |     |                           |                                                         |
|  | o |  |  |  | Rond-Point de Vannes                  | 47° 13′ 48″ N, 1° 34′ 22″ O | Nantes         |     | 10                        |                                                         |
|  | o |  |  |  | Félix Faure                           | 47° 13′ 38″ N, 1° 34′ 10″ O | Nantes         |     | 26                        |                                                         |
|  | o |  |  |  | Poitou                                | 47° 13′ 27″ N, 1° 33′ 56″ O | Nantes         |     |                           |                                                         |
|  | o |  |  |  | Viarme ─ Talensac                     | 47° 13′ 17″ N, 1° 33′ 46″ O | Nantes         |     |                           |                                                         |
|  | o |  |  |  | Jean Jaurès                           | 47° 13′ 07″ N, 1° 33′ 37″ O | Nantes         |     |                           |                                                         |
|  | o |  |  |  | Bretagne                              | 47° 13′ 02″ N, 1° 33′ 30″ O | Nantes         |     |                           |                                                         |
|  | o |  |  |  | Commerce                              | 47° 12′ 49″ N, 1° 33′ 21″ O | Nantes         |     | 1 2 C2 C3 11 26 54        |                                                         |
|  | o |  |  |  | Hôtel Dieu                            | 47° 12′ 43″ N, 1° 33′ 12″ O | Nantes         |     | 2 C2 C3                   | 300 301 309 310 311 312 320 322 346 350 360 370 371 380 |
|  | o |  |  |  | Aimé Delrue                           | 47° 12′ 33″ N, 1° 33′ 01″ O | Nantes         |     | 2                         |                                                         |
|  | o |  |  |  | Vincent Gâche                         | 47° 12′ 23″ N, 1° 32′ 54″ O | Nantes         |     | 2 5                       |                                                         |
|  | o |  |  |  | Wattignies                            | 47° 12′ 14″ N, 1° 32′ 47″ O | Nantes         |     | 2                         |                                                         |
|  | o |  |  |  | Mangin                                | 47° 12′ 06″ N, 1° 32′ 42″ O | Nantes         |     | 2 26                      |                                                         |
|  | o |  |  |  | Pirmil                                | 47° 11′ 46″ N, 1° 32′ 34″ O | Nantes         | oui | 2 C4 C9 27 28 36 38 42 E8 | 301 303 312 331 362 370 380                             |
|  | o |  |  |  | Pont Rousseau ─ Martyrs               | 47° 11′ 31″ N, 1° 32′ 54″ O | Rezé           |     | C4 38                     | 312 362 380                                             |
|  | o |  |  |  | 8 Mai                                 | 47° 11′ 22″ N, 1° 33′ 05″ O | Rezé           | oui | 38 97                     |                                                         |
|  | o |  |  |  | Balinière                             | 47° 11′ 10″ N, 1° 33′ 14″ O | Rezé           |     | 38                        |                                                         |
|  | o |  |  |  | Château de Rezé ─ François Mitterrand | 47° 11′ 05″ N, 1° 33′ 34″ O | Rezé           |     |                           |                                                         |
|  | o |  |  |  | Espace Diderot                        | 47° 11′ 04″ N, 1° 33′ 45″ O | Rezé           |     | 30 33                     | 312 314 362                                             |
|  | o |  |  |  | Trocardière                           | 47° 11′ 00″ N, 1° 34′ 12″ O | Rezé           | oui |                           |                                                         |
|  | o |  |  |  | Grande Ouche                          | 47° 10′ 53″ N, 1° 34′ 46″ O | Bouguenais     | oui |                           |                                                         |
|  | o |  |  |  | Les Couëts                            | 47° 10′ 51″ N, 1° 35′ 11″ O | Bouguenais     |     |                           |                                                         |
|  | o |  |  |  | Neustrie                              | 47° 10′ 38″ N, 1° 35′ 34″ O | Bouguenais     | oui | 36 40 78 88 98            |                                                         |

## Exploitation

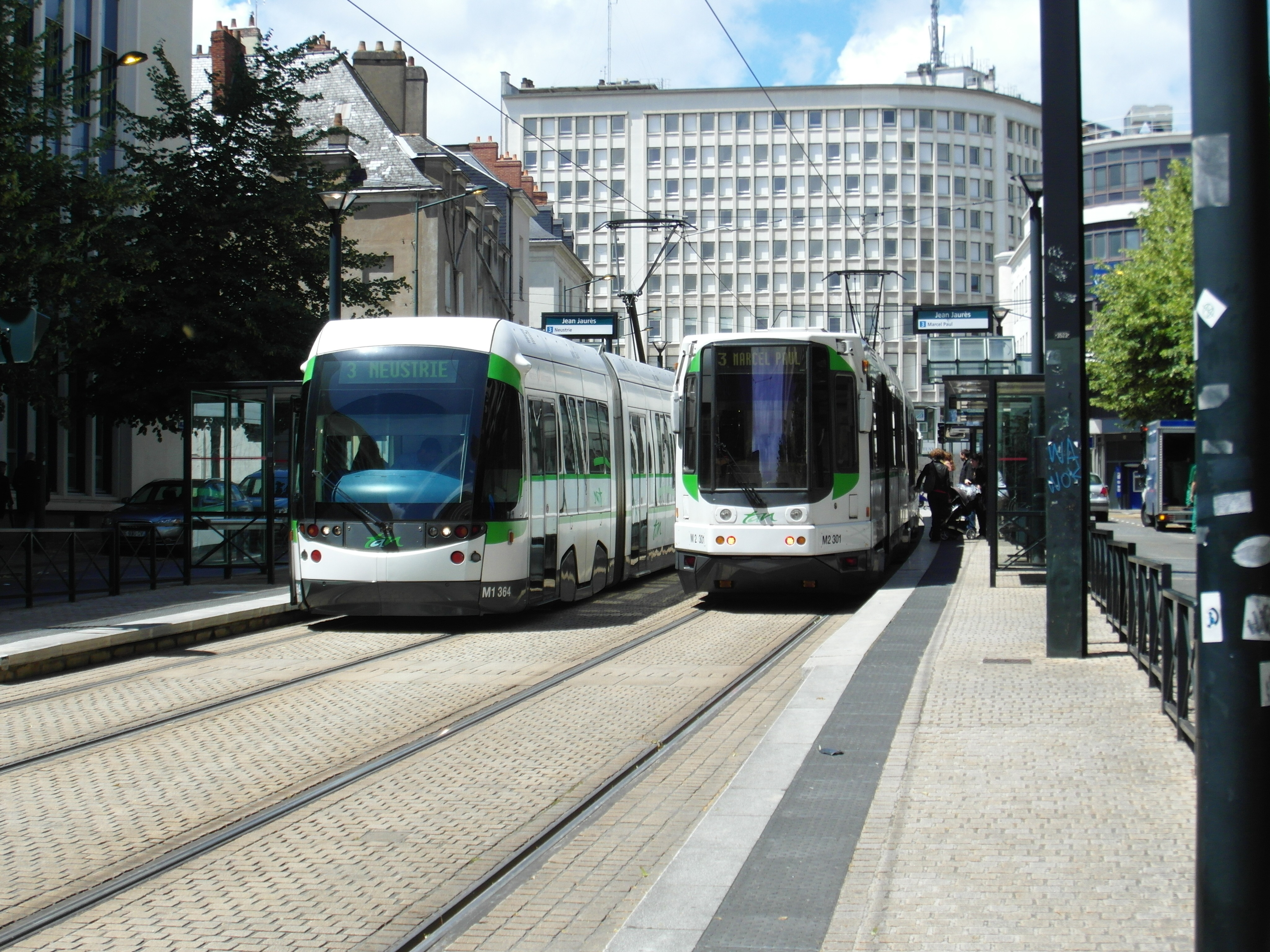
Une Incentro et une TFS à la station Jean Jaurès.

### Principes de la desserte
La ligne fonctionne toute l'année (sauf le 1er mai) du lundi au samedi de 4 h 20 à 1 h 0 et jusqu'à 3 h 0 le vendredi et samedi (un tramway toutes les 10 à 20 minutes le matin, toutes les 4 à 8 minutes en journée, toutes les 6 à 15 minutes en soirée et toutes les 30 minutes en service de nuit après 22 h 30), et le dimanche et jours fériés de 5 h 50 à 1 h 0 (un tramway toutes les 30 à 50 minutes le matin, toutes les 15 à 20 minutes en journée, toutes les 20 minutes en soirée et toutes les 30 minutes en service de nuit après 22 h 30).
Le matin, les premiers départs s'effectuent à Neustrie (les 3 premiers départs sont assurés par la ligne 2 en direction d'Orvault ─ Grand Val, puis les suivants sont assurés par la ligne 3 en direction de Marcel Paul) puis à Marcel Paul trois minutes plus tard. Les derniers départs s'effectuent au terminus Neustrie. La dernière arrivée à Neustrie est par ailleurs assurée par une rame de la ligne 2 qui rentre ensuite au dépôt de la Trocardière situé à quelques stations.

### Temps de parcours moyens
Les temps de trajets indicatifs (arrondis à 5 minutes près) de la ligne 3 depuis la station Marcel Paul sont :
- de 10 minutes jusqu'à Beauséjour ;
- de 15 minutes jusqu'à Rond-Point de Vannes ;
- de 25 minutes jusqu'à Commerce et Hôtel Dieu ;
- de 35 minutes jusqu'à Pirmil ;
- de 40 minutes jusqu'à Espace Diderot ;
- de 50 minutes jusqu'à Neustrie.

La durée d'un trajet entre deux stations est de 2 minutes en moyenne.

### Matériel roulant
La ligne est exploitée par la SEMITAN avec des rames GEC-Alsthom TFS et Adtranz / Bombardier Incentro.

## Tourisme

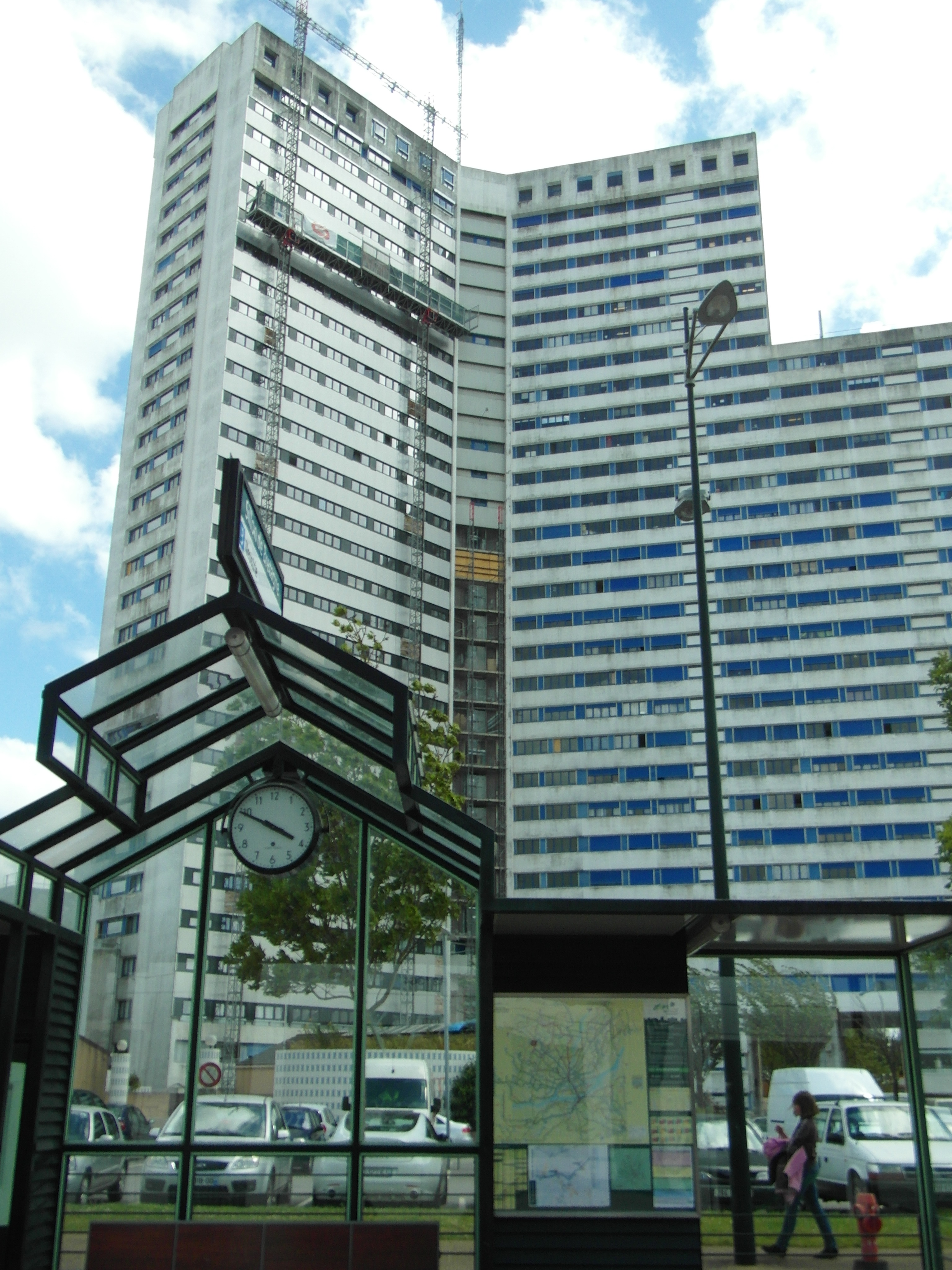
La ligne passe au pied du Sillon de Bretagne...

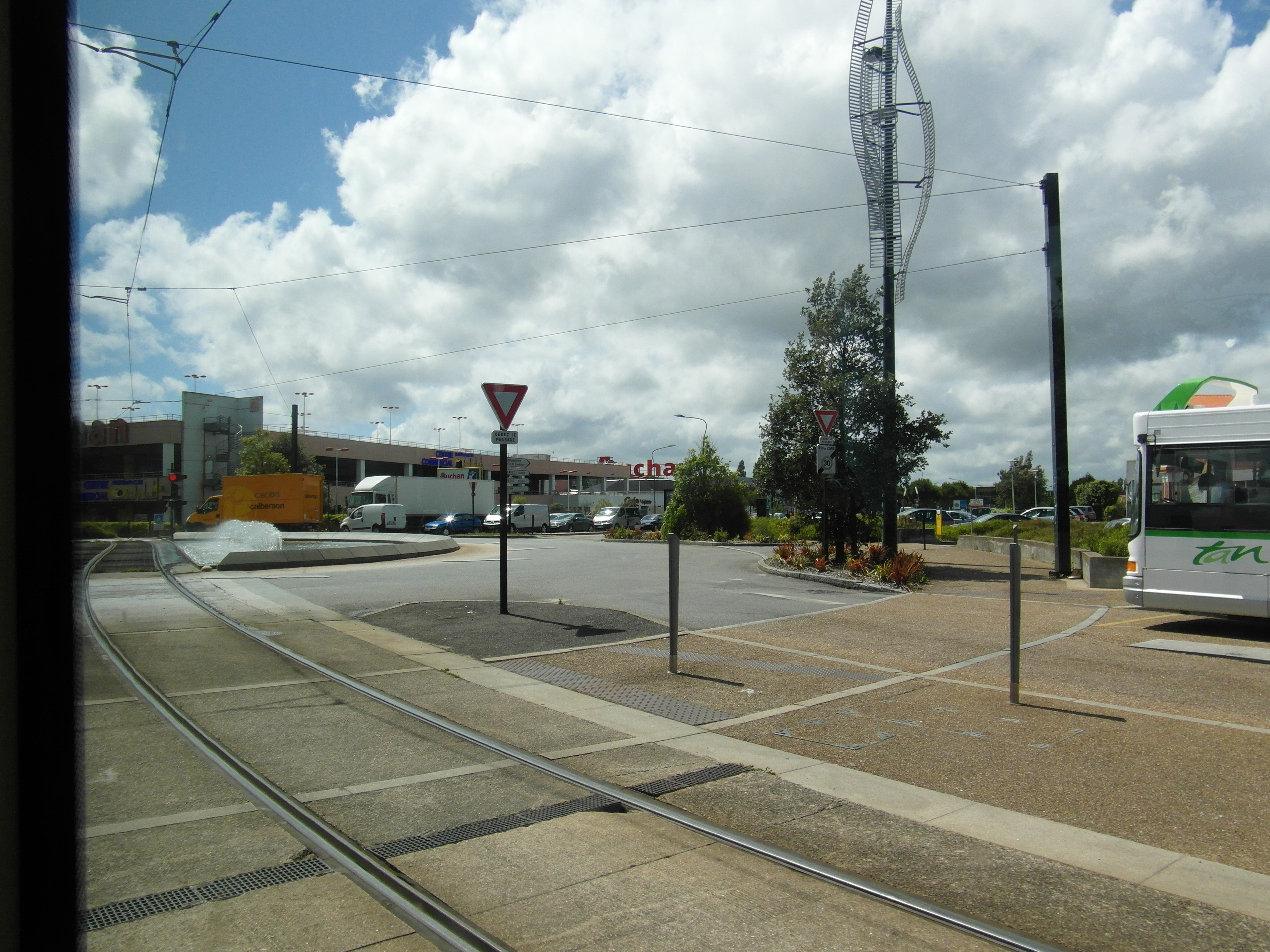
...et dessert la route de Vannes.

La ligne 3 dessert, du nord au sud, les lieux d'attraction et monuments suivant :
- le centre commercial et l'immeuble du Sillon de Bretagne ;
- la zone commerciale de la Route de Vannes ;
- les quartiers Breil - Barberie et Hauts-Pavés - Saint-Félix ;
- la place Viarme ;
- la Tour Bretagne ;
- le cours des 50-Otages ;
- le centre-ville de Nantes ;
- l'Île Feydeau ;
- l'Hôtel-Dieu (un établissement du CHU de Nantes) ;
- l'Île de Nantes ;
- la place Pirmil ;
- l'hôpital Saint-Jacques (un établissement du CHU de Nantes) ;
- la gare de Rezé-Pont-Rousseau ;
- la salle de la Trocardière.